# Kiel (Wisconsin)
Kiel és una població dels Estats Units a l'estat de Wisconsin. Segons el cens del 2000 tenia 3.450 habitants.

## Demografia
Segons el cens del 2000, Kiel tenia 3.450 habitants, 1.425 habitatges, i 940 famílies. La densitat de població era de 552,7 habitants per km².
Dels 1.425 habitatges en un 32,2% hi vivien nens de menys de 18 anys, en un 56,1% hi vivien parelles casades, en un 7,1% dones solteres, i en un 34% no eren unitats familiars. En el 30% dels habitatges hi vivien persones soles el 14,2% de les quals corresponia a persones de 65 anys o més que vivien soles. El nombre mitjà de persones vivint en cada habitatge era de 2,42 i el nombre mitjà de persones que vivien en cada família era de 3,04.
Per edats la població es repartia de la següent manera: un 26,4% tenia menys de 18 anys, un 7,8% entre 18 i 24, un 30,3% entre 25 i 44, un 19,7% de 45 a 60 i un 15,8% 65 anys o més.
L'edat mediana era de 36 anys. Per cada 100 dones de 18 o més anys hi havia 90,1 homes.
La renda mediana per habitatge era de 44.239 $ i la renda mediana per família de 53.798 $. Els homes tenien una renda mediana de 36.576 $ mentre que les dones 27.070 $. La renda per capita de la població era de 23.112 $. Aproximadament l'1,7% de les famílies i el 2,7% de la població estaven per davall del llindar de pobresa.

## Poblacions més properes
El següent diagrama mostra les poblacions més properes.